# Neoamphion vittatus
Neoamphion vittatus es una especie de escarabajo de la familia Cerambycidae. Fue descrito científicamente por primera vez por Reiche en 1839.